# Mawu-Lisa
Mawu-Lisa je božanstvo pri Fonih v Beninu. V nekaterih mitih sta Mawu in Lisa dva spola iste osebe, medtem ko sta v drugih mitih dvojčka. Božanstvi sta si po simbolih, ki jih predstavljata, nasprotni.

## Mawu
Mawu je ženska polovica (ali dvojčica) božanstva, katere oči predstavljajo mesec. Zastopa zahod in noč (temo), mraz, pa tudi modrost in milino.

## Lisa
Lisa je moška polovica (ali dvojček) božanstva, katerega oči predstavljajo sonce. Simbolizira vhod in dan (svetlobo) ter vročino, poleg tega pa tudi moč in strogost.